# Bobby Symonette
Robert Hallam „Bobby” Symonette (ur. 31 stycznia 1925 w Miami, zm. 1 marca 1998 w Nassau) – bahamski polityk, przedsiębiorca, żeglarz i działacz sportowy.

## Życiorys
Syn Rolanda, pierwszego premiera Bahamów (jego przyrodnimi braćmi byli żeglarz Craig i polityk Brent). Kształcił się w Queen’s College w Nassau i w The Bolles School w Jacksonville na Florydzie. Następnie studiował w Massachusetts Institute of Technology i Tufts College. W latach 1942–1946 służył w US Navy.
W 1949 roku został po raz pierwszy wybrany do Izby Zgromadzenia (przedstawiciel dystryktu Exuma). Był wiceprzewodniczącym izby, a w 1962 roku został desygnowany na jej przewodniczącego, pełniąc tę posadę do 1967 roku. Dyrektor zarządzający w Fort Montagu Beach Hotel. W 1982 roku został założycielem agencji ubezpieczeniowej Bahamas First General Insurance Co. Ltd., będącą pierwszą tego typu agencją, mającą kapitał ulokowany w większości na Bahamach.
W latach 1957–1972 był prezydentem Bahamskiego Komitetu Olimpijskiego. Członek jednego z komitetów technicznych w ramach International Yacht Racing Union. Zasiadał w komisji sądowej International Star Class Yacht Racing Association. Był również członkiem Bahamas Development Board i współzałożycielem Bahamas Automobile Club.
Trzykrotny uczestnik igrzysk olimpijskich (IO 1960, IO 1964, IO 1972). Podczas igrzysk w 1960 roku zajął 8. pozycję w klasie 5.5. Cztery lata później osiągnął 9. pozycję. Olimpijskie starty zakończył w 1972 roku na 25. miejscu w klasie Soling. Wielokrotny medalista mistrzostw świata w klasie 5.5 – ma w dorobku dwa złote (1980, 1986), trzy srebrne (1962, 1973, 1977) i jeden brązowy medal (1981). Był m.in. zwycięzcą Pucharu Skandynawii (1974, 1977) i Pucharu Księcia Edwarda (1962). Zdobył złoty medal w klasie Dragon podczas Igrzysk Ameryki Środkowej i Karaibów 1962.